# Národní park Sharr
Národní park Sharr (albánsky Parku Kombëtar Malet e Sharri; srbsky Национални парк Шар Планине / Nacionalni park Šar Planine) je národní park v jihozápadním Kosovu. Rozkládá se na ploše 533 km2 a jeho centrem je severní část pohoří Šar planina, které zasahuje také do severovýchodní Albánie a severozápadní Severní Makedonie. Národní park byl vyhlášen v roce 1986  a v roce 2012 jej nová kosovská vláda znovu vyhlásila. Park zahrnuje různé typy terénů, včetně ledovcových jezer, alpské a periglaciální krajiny.
Na makedonské straně pohoří byl v roce 2021 vyhlášen národní park Šar Planina.

## Geografie

### Podnebí
Národní park Sharr má alpské klima s částečným kontinentálním vlivem. Průměrná měsíční teplota se pohybuje mezi −1,3 °C (v lednu) a 20 °C (v červenci), zatímco průměrné roční srážky kolísají mezi 600 mm a 1200 mm v závislosti na nadmořské výšce.